# Güllü Agop
Agop Vartovyan, Agop Efendi o Yakup Efendi (després de convertir-se a l'islam), més conegut com a Güllü Agop (Agop de Roses, Beşiktaş, İstanbul, 1840 - Istanbul, 1902), fou un actor i director de teatre otomà del segle xix i inicis del segle xx.
D'origen armeni, Güllü Agop es considera un dels fundadors del teatre turc.